# Саролеа, Шарль
Шарль Саролеа (фр. Charles Saroléa, 25 октября 1870, Тонгерен - 11 марта 1953, Эдинбург) — бельгийско-британский филолог, профессор и публицист, бельгийский дипломат.

## Биография
Окончил Льежский университет. С 1894 года преподавал французский язык и литературу в Эдинбургском университете. Профессор (1918). Возглавлял кафедру французской и романской филологии до своего выхода в отставку в 1931 году.
В 1912-1917 годах редактировал литературный журнал Everyman.
В течение 50 лет был консулом Бельгии в Эдинбурге.
Автор многих книг, как по литературе, так и по актуальным политическим вопросам своего времени, в том числе «Французская революция и русская революция» (1906), «Граф Л.Н. Толстой. Его жизнь и труды» (1912), «Долг Европы перед Россией» (1916), «Впечатления от советской России» (1924).
Приезжал в Россию в 1905 и 1924 годах.
Саролеа был библиофилом и собрал гигантскую личную библиотеку. Согласно письму самого Саролеа, его библиотека насчитывала 250 тысяч томов, размещенных в 26 комнатах и была крупнейшей частной библиотекой во всей Британской империи. После его смерти библиотека университетского колледжа Северного Стаффордшира (в настоящее время Килский университет) приобрела 120 000 предметов из библиотеки Саролеа.